# Pseudomerulius
Pseudomerulius Jülich (stroczniczek) – rodzaj grzybów z rodziny ponurnikowatych (Tapinellaceae).

## Charakterystyka
Grzyby kortycjoidalne o bazydiokarpie rocznym, rozpostartym, rozpostarto-odgiętym lub rozproszonym, w stanie świeżym o konsystencji od błoniastej do skórzastej. Hymenofor merulioidalny, brzeg bez ryzomorfów. System strzępkowy monomityczny, sprzążki występują na wszystkich, lub na większości strzępek, niektóre strzępki w postaci pętli, wszystkie szkliste, cienkościenne lub nieco grubościenne i pod działaniem KOH wyraźnie pęczniejące. Cystyd brak, lub występują jedynie w postaci septowanych strzępek. Podstawki o nieregularnym kształcie lub maczugowate z 4 sterygmami i sprzążką u podstawy. Bazydiospory cylindryczne lub lekko zakrzywione, gładkie, nieco grubościenne, jasnożółte, nieamyloidalne, lekko dekstrynoidalne, cyjanofilne.
Pseudomerulius różni się od innych grzybów kortycjoidalnych. Filogenetycznie Larsson i in. (2004), Kotiranta i in. (2011) umieścili go w rzędzie borowikowców. Morfologicznie jest podobny do Leucogyrophana.

## Systematyka i nazewnictwo
Pozycja w klasyfikacji według Index Fungorum: Tapinellaceae, Boletales, Agaricomycetidae, Agaricomycetes, Agaricomycotina, Basidiomycota, Fungi.
Polską nazwę nadał Władysław Wojewoda w 1999 r.
Gatunki
- Pseudomerulius aureus (Fr.) Jülich 1979 – stroczniczek złotawy
- Pseudomerulius montanus (Burt) Kotir., K.H. Larss. & M. Kulju 2011

Wykaz gatunków i nazwy naukowe na podstawie Index Fungorum. Nazwy polskie według Władysława Wojewody.
W Polsce występują obydwa gatunki: (P. montanus podany jako Leucogyrophana montana).